# Éolien (dialecte)
Pour les articles homonymes, voir Éolien.

Distribution des dialectes du grec ancien aux alentours de -400 en Grèce.

Le grec éolien est un ensemble dialectal du grec ancien parlé principalement en Béotie et en Thessalie, d'où il a gagné, à travers la colonisation grecque l'Éolide, notamment l'île de Lesbos. Sur le continent, le dialecte éolien a été influencé par les dialectes doriens tandis qu'en Éolide, l'influence est venue des dialectes ioniens.
Le dialecte éolien présente de nombreux archaïsmes par rapport aux autres dialectes grecs anciens (variétés arcadochypriote, attique, ionien et dorien), ainsi que de nombreuses innovations.
Le grec éolien est largement connu comme la langue de Sappho et d'Alcée de Mytilène. La poésie éolienne, illustrée par les œuvres de Sappho, utilise principalement quatre mètres classiques connus sous le nom d'« éoliens » : le glyconique (la forme la plus basique de la ligne éolienne), le vers hendécasyllabique, la strophe saphique et la strophe alcaïque, ces deux dernières étant respectivement nommées d'après Sappho et Alcée.
Dans le Protagoras de Platon, Prodicus qualifie le dialecte éolien parlé par Pittacos de Mytilène de « barbare », en raison de sa différence avec le style littéraire attique : « Il ne savait pas distinguer correctement les mots, étant de Lesbos et ayant été élevé dans un dialecte barbare. »

## Phonologie

### Consonnes

#### Labiovélaires
Le proto-indo-européen et le proto-grec *kʷ ont été remplacés par un p éolien partout. En revanche, le PIE *kʷ a été remplacé par un t attique/ionien, arcadochypriote et dorien devant e et i.
- PIE *kʷetwores → písures lesbien, béotien péttares ~ attique téttares, ionien tésseres, dorien tétores « quatre »

De même, le PIE/PGr *gʷ est toujours devenu b et le PIE *gʷʰ > PGr *kʰʷ est toujours devenu ph (alors que dans d'autres dialectes, ils sont devenus des alternances b/d et ph/th avant les voyelles antérieures/antérieures).
Les labiovélaires étaient traitées de la même manière dans les langues p-celtiques et les langues sabelliques.

#### Groupes de consonnes sonorantes
Groupe de consonnes proto-grec avec h (de l'indo-européen *s) et une sonorante (r, l, n, m, w, y) transformé en une double sonorante (rr, ll, nn, mm, ww, yy) en lesbien et en thessalien (sous-dialectes de l'éolien) par assimilation. En éolien attique/ionien, dorien et béotien, le h s'est assimilé à la voyelle avant le groupe de consonnes, provoquant l'allongement de la voyelle par allongement compensatoire.
- PIE VsR ou VRs → attique/ionien-dorien-béotien VVR.
- PIE VsR ou VRs → lesbien-thessalien VRR[4].
- PIE *h₁ésmi → proto-grec *ehmi → emmi lesbien-thessalien ~ attique/ionien ēmi (= εἰμί) « je suis ».

#### Perte du h
L'éolien lesbien a perdu le h- initial (psilosis, « dépouillement ») du proto-indo-européen s- ou y-. En revanche, l'ionien le conserve parfois, et l'attique le conserve toujours.
- PIE *sh₂wél(i)yos → proto-grec *hāwélios → lesbien āélios, ionien ēélios ~ attique hēlios « soleil ».

#### Rétention du w
En thessalien et en béotien (sous-dialectes de l'éolien) et en dorien, la semi-voyelle proto-indo-européenne et proto-grecque w (digamma) était conservée au début d'un mot.
- PIE wekʷ-es- → béotien, dorien wépos ~ attique-ionien épos « mot », « épopée » (comparer le latin vōx « voix »).

### Voyelles

#### A long
En éolien et en dorien, le proto-grec ā long demeure. En revanche, en attique, le ā long se transforme en ē long dans la plupart des cas ; en ionien, il change partout.
- PIE *meh₂ter- → éolien, dorien mātēr ~ attique/ionien mētēr « mère ».

#### Allongement compensatoire
L'allongement compensatoire de a, e, o en lesbien donne ai, ei, oi (en attique, ce serait ā, ei, ou) par exemple dans l'accusatif pluriel des noms radicaux a et o, ou dans de nombreuses conjugaisons de verbes en 3e personne du pluriel.

#### Béotien
En béotien, le système vocalique a été, dans de nombreux cas, modifié d'une manière qui rappelle la prononciation grecque moderne.
Attique/ionien αι /ai/ ~ Béotien η /eː/ ~ Grec moderne αι /e/ attique/ionien ει /eː/ ~ béotien ει /iː/ ~ Grec moderne ει /i/ Attique/ionien οι /oi/ ~ Béotien υ /yː/ ~ Grec médiéval et ancien athénéen οι /y/ ~ Grec moderne οι /je/

### Accentuation
En éolien lesbien, l'accent de tous les mots est récessif (barytonèse), comme c'est le cas uniquement pour les verbes d'autres dialectes.
- Attique/ionien potamós ~ Lesbien pótamos « rivière ».

## Morphologie
Les verbes contractés ou à radicaux vocaliques qui sont thématiques en attique/ionien sont souvent athématiques (-mi) en éolien.
- Philéō ionien, philô attique ~ phílēmi éolien « j'aime »

L'infinitif actif athématique éolien se termine par -men ou (lesbien) -menai. ~ L'attique/ionien a -enai.
- Émmen, émmenai lesbien ; eîmen thessalien, béotien ~ eînai (diphtongue apocryphe) attique/ionien « être ».

Dans le dialecte lesbien, cette terminaison s'étend également à la conjugaison thématique, où l'attique/ionien a -ein. Ces trois terminaisons éoliennes apparaissent chez Homère.

### Agémen homérique
Proto-grec -ans et -ons → -ais et -ois (accusatif pluriel de la première et de la deuxième déclinaison) ~ attique/ionien -ās et -ōs (-ους).
- Datif pluriel -aisi et -oisi ~ attique/ionien -ais et -ois.

Le participe a les désinences -ois et -ais pour l'attique -ōs (-ους), -ās.

### Ouvrages généraux
- Bakker, Egbert J., ed. 2010. A companion to the Ancient Greek language. Oxford: Wiley-Blackwell.
- Colvin, Stephen C. 2007. A historical Greek reader: Mycenaean to the koiné. Oxford: Oxford University Press.
- José L. García-Ramón, Les Origines postmycéniennes du groupe dialectal éolien: Étude linguistique. (Suplementos a Minos, múim. 6.) Pp. 120. Salamanca: Universidad de Salamanca, 1975[9].
- Horrocks, Geoffrey. 2010. Greek: A history of the language and its speakers. 2nd ed. Oxford: Wiley-Blackwell.
- Palmer, Leonard R. 1980. The Greek language. London: Faber & Faber.

### Sur le dialecte béotien
- Pantelidis, Nikolaos. "Boeotian and its Neighbors: A Central Helladic Dialect Continuum?" In: Studies in Ancient Greek Dialects: From Central Greece to the Black Sea. Edited by Georgios Giannakis, Emilio Crespo and Panagiotis Filos. Berlin, Boston: De Gruyter, 2018. pp. 167–188. doi:10.1515/9783110532135-010
- Page, Denis L. 1953. Corinna. London: Society for the Promotion of Hellenic Studies.
- G. Vottéro, Le dialecte béotien (7e s. - 2e s. av. J.-C.) I. L'écologie du dialecte, ADRA, Nancy-Paris, 1998.  (ISBN 2-9509726-7-5)
- West, Martin L. 1990. "Dating Corinna." Classical Quarterly 40 (2): 553–57.

### Sur le dialecte lesbien
- Bowie, Angus M. 1981. The poetic dialect of Sappho and Alcaeus. New York: Arno.
- Finkelberg, Margalit. "Lesbian and Mainland Greece". In: Studies in Ancient Greek Dialects: From Central Greece to the Black Sea. Edited by Georgios Giannakis, Emilio Crespo and Panagiotis Filos. Berlin, Boston: De Gruyter, 2018. pp. 447–456. doi:10.1515/9783110532135-023

### Sur le dialecte thessalien
- Chadwick, John (1992). "The Thessalian Accent". Glotta. 70 (1/2): 2–14. JSTOR 40266905. Accessed 23 Mar. 2024.

- Helly, Bruno. "Some Materials for a Historical Grammar of the Thessalian Dialect". In: Studies in Ancient Greek Dialects: From Central Greece to the Black Sea. Edited by Georgios Giannakis, Emilio Crespo and Panagiotis Filos. Berlin, Boston: De Gruyter, 2018. pp. 351–374. doi:10.1515/9783110532135-018
- Miller, D. Gary (2014). "19. Boeotian and Thessalian". Ancient Greek Dialects and Early Authors: Introduction to the Dialect Mixture in Homer, with Notes on Lyric and Herodotus. Berlin, Boston: De Gruyter. pp. 219–233. doi:10.1515/9781614512950.219 (ISBN 978-1-61451-493-0).